# Brachythemis wilsoni
Brachythemis wilsoni – gatunek ważki z rodziny ważkowatych (Libellulidae).